# Kaarlo Maaninka
Kaarlo Maaninka, né le 25 décembre 1953, est un ancien athlète finlandais, spécialiste des longues distances. Aux Jeux olympiques d'été de 1980 à Moscou, il a remporté deux médailles. 
Après sa carrière, il a révélé avoir utilisé le dopage par transfusion sanguine avant certaines courses.[réf. nécessaire]

## Palmarès

### Jeux olympiques
- Jeux olympiques 1980 à Moscou ( Union soviétique) 
  -  Médaille de bronze sur 5 000 m
  -  Médaille d'argent sur 10 000 m